# Суперкубок Ірану з футболу
Суперкубок Ірану з футболу (перс. سوپر جام فوتبال ایران) — змагання з футболу в Ірані, що складається з одного матчу, в якому грають володар Кубка Хазфі (Кубка Ірану) і чемпіон іранської Про-ліги Перської затоки попереднього сезону. У випадку, якщо кубок і чемпіонат виграє одна команда, то в грі за суперкубок їй протистоїть Друге місце у Прем'єр-лізі.
Турнір складається з одного матчу. Якщо переможець не виявиться за 90 хвилин основного часу, то після його закінчення  відразу призначаються післяматчеві пенальті, минаючи додатковий час.
Був заснований в 2005 році, і проводиться під егідою Федерації футболу Ісламської Республіки Іран. Перший розіграш турніру відбувся у 2005 році, в якому брали участь володар Кубка Хазфі 2004/05 — «Саба Баттері» і чемпіон іранської Про-ліги 2004/05 — «Фулад». Матч проходив на стадіоні «Шахід Дастгерді» у Тегерані, в присутності 2500 глядачів, в якому розгромну перемогу здобув «Саба Баттері», з рахунком 4:0 і став першим володарем Суперкубка Ірану.
Пізніше турнір був скасований і не проводився аж до 2016 року. У травні 2016 року після обрання президентом Федерації футболу Ірану Мехді Таджа (він замінив на цій посаді Алі Кафашиана), він запропонував відновити проведення суперкубка, і вже в липні 2016 року був проведений другий розіграш турніру, в якому зустрічалися ісфаганський «Зоб Ахан» — переможець Кубка Хафзі 2015/16, і ахвазький «Естеглал Хузестан» — чемпіон Про-ліги Перської затоки 2015/16. Матч завершився з рахунком 4:2 на користь ісфаханського клубу. Матч проходив в Ісфахані, на стадіоні «Фуладшехр», в присутності також 2500 глядачів.
У 2018 році одного з учасників матчу за Суперкубок, Естеґлал було вилучено зі змагання, титул отримав Персеполіс.

## Розіграші
| Сезон | Переможець                                            | Рахунок                                                                                           | Фіналіст                                                                                          | Стадіон                                                                                           | Глядачі                                                                                           |
| ----- | ----------------------------------------------------- | ------------------------------------------------------------------------------------------------- | ------------------------------------------------------------------------------------------------- | ------------------------------------------------------------------------------------------------- | ------------------------------------------------------------------------------------------------- |
| 2005  | «Саба Баттері» Володар Кубка Хазфі 2004/05            | 4 : 0                                                                                             | «Фулад» Чемпіон Про-ліги Ірану 2004/05                                                            | «Шахід Дастгерді», Тегеран                                                                        | 2500                                                                                              |
| 2016  | «Зоб Ахан» Володар Кубка Хазфі 2015/16                | 2 : 1                                                                                             | «Естеґлал Хузестан» Чемпіон Про-ліги Перської затоки 2015/16                                      | «Фуладшехр», Ісфахан                                                                              | 2500                                                                                              |
| 2017  | «Персеполіс» Чемпіон Про-ліги Перської затоки 2016/17 | 3 : 0                                                                                             | «Нафт Тегеран» Володар Кубка Хазфі 2016/17                                                        | «Азаді», Тегеран                                                                                  | 40000                                                                                             |
| 2018  | «Персеполіс» Чемпіон Про-ліги Перської затоки 2017/18 | 3 : 0                                                                                             | «Естеґлал» Володар Кубка Хазфі 2017/18                                                            | «Азаді», Тегеран                                                                                  | -                                                                                                 |
| 2019  | «Персеполіс»                                          | Автоматичний переможець як Чемпіон Про-ліги Перської затоки 2018/19 і володар Кубка Хазфі 2018/19 | Автоматичний переможець як Чемпіон Про-ліги Перської затоки 2018/19 і володар Кубка Хазфі 2018/19 | Автоматичний переможець як Чемпіон Про-ліги Перської затоки 2018/19 і володар Кубка Хазфі 2018/19 | Автоматичний переможець як Чемпіон Про-ліги Перської затоки 2018/19 і володар Кубка Хазфі 2018/19 |
| 2020  | «Персеполіс» Чемпіон Про-ліги Перської затоки 2019/20 | 1 : 0                                                                                             | «Трактор Сазі» Володар Кубка Хазфі 2019/20                                                        | «Азаді», Тегеран                                                                                  | 0                                                                                                 |
| 2021  | «Фулад» Володар Кубка Хазфі 2020/21                   | 1 : 0                                                                                             | «Персеполіс» Чемпіон Про-ліги Перської затоки 2020/21                                             | «Шахід Касем Сулейман Стедіум», Сірджан                                                           | 0                                                                                                 |
| 2022  | «Естеґлал» Чемпіон Про-ліги Перської затоки 2021/22   | 1 : 0                                                                                             | «Нассаджі Мазандаран» Володар Кубка Хазфі 2021/22                                                 | «Шахід Бахонар», Керман                                                                           | 0                                                                                                 |
| 2023  | «Персеполіс»                                          | Автоматичний переможець як Чемпіон Про-ліги Перської затоки 2022/23 і володар Кубка Хазфі 2022/23 | Автоматичний переможець як Чемпіон Про-ліги Перської затоки 2022/23 і володар Кубка Хазфі 2022/23 | Автоматичний переможець як Чемпіон Про-ліги Перської затоки 2022/23 і володар Кубка Хазфі 2022/23 | Автоматичний переможець як Чемпіон Про-ліги Перської затоки 2022/23 і володар Кубка Хазфі 2022/23 |
| 2024  | «Сепаган» Володар Кубка Хазфі 2023/24                 | 1 : 0                                                                                             | «Персеполіс» Чемпіон Про-ліги Перської затоки 2023/24                                             | «Імам Хомеїні», Ерак                                                                              | 8800                                                                                              |

## Титули за клубами
| # | Клуб                | Перемоги | Фінали | Роки перемог                 | Роки участі в фіналах |
| - | ------------------- | -------- | ------ | ---------------------------- | --------------------- |
| 1 | Персеполіс          | 5        | 2      | 2017, 2018, 2019, 2020, 2023 | 2021, 2024            |
| 2 | Фулад               | 1        | 1      | 2021                         | 2005                  |
| = | Естеґлал            | 1        | 1      | 2022                         | 2018                  |
| 4 | Саба Кум            | 1        | -      | 2005                         | ----                  |
| = | Зоб Ахан            | 1        | -      | 2016                         | ----                  |
| = | Сепаган             | 1        | -      | 2024                         | ----                  |
| 7 | Естеґлал Хузестан   | –        | 1      | ----                         | 2016                  |
| = | Нафт Тегеран        | –        | 1      | ----                         | 2017                  |
| = | Трактор Сазі        | –        | 1      | ----                         | 2020                  |
| = | Нассаджі Мазандаран | –        | 1      | ----                         | 2022                  |